# Alejandro Aragón
Alejandro Aragón (Cidade do México, 5 de janeiro de 1961) é um ator e diretor mexicano.

## Biografia
Estudou literatura dramática e teatro na UNAM. É filho da legendaria atriz Lilia Aragón e do político mexicano Enrique Soto Izquierdo.
Esteve casado com a também atriz Yolanda Ventura durante 16 anos. Procriaram um filho, Alejandro. Em 2010 se divorciaram

## Carreira como Ator

### Telenovelas
- Me declaro culpable (2017-2018) .... Raúl
- Mujeres de negro (2016) .... Gustavo
- Pasión y poder (2015-2016) .... Aldo Echevarría
- Por siempre mi amor (2013 - 2014) .... Mauricio Narvaéz Duprís
- Un refugio para el amor (2012) .... Terapeuta
- Esperanza del corazón (2011 - 2012) .... Padre de Eglantina
- La fuerza del destino (2011) .... Engenheiro Hernández
- Soy tu dueña (2010) .... Dr. Guerra
- Atrévete a soñar (2009 - 2010)
- Fuego en la sangre (2008) .... Octavio Uribe
- Destilando amor (2007) .... Maximino Vallejo
- Sueños y caramelos (2005) .... Sandro
- Bajo la misma piel (2003 - 2004) .... Marcos Ruiz Calderón
- Cómplices al rescate (2002) .... Luis Torres
- El manantial (2001 - 2002) .... Hugo Portillo
- Carita de ángel (2000 - 2001) .... Dionisio
- Soñadoras (1998 - 1999) .... Dr. Carlos Muñoz
- María Isabel (1997 - 1998) .... Leonardo
- María José (1995) .... Vicente
- Pobre niña rica (1995 - 96) .... Alfredo Zaldívar
- Volver a empezar (1994 - 1995) .... Dr. Francisco
- Los parientes pobres (1993) .... Cristóbal
- Carrusel de las Américas (1992) .... Federico
- La pícara soñadora (1991) .... Oswaldo Frías
- Mi segunda madre (1989 - 1990) .... Fernando
- Simplemente María (1989 - 1990) .... Diego López
- Los años perdidos (1987 - 1988)

### Series
- Gritos de muerte y libertad (2010) .... Nicolás Fernández del Rincón (episodio: "El Estallido: 1810")
- Papá soltero (1987-1994) .... Gerardo (noivo de Alejandra Costa, alguns capítulos)

### Cinema
- Crimen imposible (1990)
- Justiciero callejero (1990)
- La furia de un dios (1988)

### Teatro
- Palabras encadenadas
- La soga
- Pastorela de Tepozotlan
- Los señores de la noche
- La catrina
- Pastorela urbana
- América, no invoco tu nombre en vano

## Carreira como Diretor

### Telenovelas
- Cómplices al rescate (2002)
- Aventuras en el tiempo (2002)
- Rayito de luz (2000)
- Pobre niña rica (1995)

### Series de TV
- La rosa de Guadalupe (2010-2011)
- Con ganas (1998)
- Atínale al precio
- XE-TU remix
- Nuevas tardes

### Teatro
- Palabras encadenadas